# Xanthorhoe chionogramma
Xanthorhoe chionogramma är en fjärilsart som beskrevs av Edward Meyrick 1883. Xanthorhoe chionogramma ingår i släktet Xanthorhoe och familjen mätare. Inga underarter finns listade i Catalogue of Life.